# Szabad gazdaság

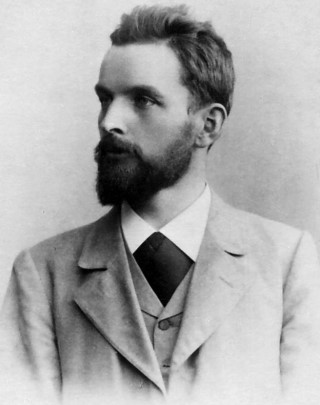
Silvio Gesell (1862 - 1930)

A szabad gazdaság (németül: Freiwirtschaft) közgazdasági doktrína vagy elképzelés, mely Silvio Gesell nevéhez köthető.

## Főbb eltérések a jelenlegi gazdasági rendszertől
- freigeld (szabad pénz)
  - Minden pénzt egy korlátozott időtartamra bocsátanak ki.
  - A pénz amortizálódik (negatív kamat), emiatt a tulajdonosnak érdeke hogy továbbadja.
  - Hosszútávú megtakarítás esetén a pénzt le kell kötni vagy befektetni.
- freiland (szabad föld)
  - Minden földet közösségi intézmények birtokolnak, csupán bérelni lehet (nagyon hosszú időre is) (lásd még: Henry George).

A (feltételezett) eredmények:
- Többet költenek az emberek fogyasztásra és beruházásra
- A fogyasztók felesleges pénzüket vállalkozások fejlesztésére fordítják
- Teljes foglalkoztatás: Munka mindenkinek, aki dolgozni akar
- A gazdasági növekedést a közösség tudja szabályozni
- A kamatok hosszabb távon nullára esnek le
- A freiland megelőzi a magas valódi földárakat
- Megszűnik az óriási társadalmi egyenlőtlenség
- Hosszabb távon mindenkinek kevesebb órát kell dolgoznia hetente

## Kísérletek a bevezetésére

### A wörgli kísérlet
1932-ben a tiroli településen, Wörglben vezették be a rendszert a gazdasági világválság hatásainak csökkentésére. Nemcsak áruvásárlásra, szolgáltatások kifizetésére volt alkalmas, de még a települési adókat is leróhatták vele. Fedezetül a helyi takarékban elhelyezett összeg szolgált. A fizetési utalványokat havonta 1% forgásbiztosítási illetékkel kellett érvényesíteni. A Silvio Gesell német közgazdász elméletére alapozott ötlet annyira bevált, hogy számítások szerint a helyi pénz tizenháromszor gyorsabban forgott, mint a schilling (az akkori fizetőeszköz). A pénzkörforgás és ezzel a gazdasági teljesítőképesség megnőtt, a munkanélküliség csökkent. Az eredményt akkor a sajtó a wörgli csoda néven emlegette, és száz további település szerette volna bevezetni, azonban az Osztrák Nemzeti Bank betiltotta a hasonló kezdeményezéseket.

## Fordítás
- Ez a szócikk részben vagy egészben  a   Freiwirtschaft című angol Wikipédia-szócikk ezen változatának fordításán alapul.  Az eredeti cikk szerkesztőit annak laptörténete sorolja fel. Ez a jelzés csupán a megfogalmazás eredetét és a szerzői jogokat jelzi, nem szolgál a cikkben szereplő információk forrásmegjelöléseként.
- Ez a szócikk részben vagy egészben  a   Freiwirtschaft című német Wikipédia-szócikk ezen változatának fordításán alapul.  Az eredeti cikk szerkesztőit annak laptörténete sorolja fel. Ez a jelzés csupán a megfogalmazás eredetét és a szerzői jogokat jelzi, nem szolgál a cikkben szereplő információk forrásmegjelöléseként.

## Idézetek
- Keynes már 1936-ban megjósolta, hogy "a jövőben többet fogunk tanulni Gesell, mint Marx szellemétől"

## Külső hivatkozások

### Magyar nyelven
- Kennedy, Margrit: Gazdasági növekedés és kamatrendszer – Négy alapvető tévedés, Kovász, VII. évfolyam, 1-2. szám, 27-32. oldal (2003)
- Gesell, Silvio: A természetes gazdasági rend, Kétezeregy Kiadó, ISBN 963-86243-8-8, Fordította: Síklaky István
- További ismertető
- Piacgazdaság kapitalizmus nélkül
- J. M. Keynes, General Theory, Book VI, Chapter 23/VI